# Illa de Samosir
Samosir, o illa de Samosir, és una gran illa volcànica del llac Toba, situada al nord de l'illa de Sumatra a Indonèsia. Administrativament, l'illa de Samosir està governada com sis dels nou districtes de la regència de Samosir. El llac i l'illa es van formar després de l'erupció d'un supervolcà fa uns 75.000 anys. L'illa era originàriament una península connectada amb la paret de la caldera circumdant per un petit istme, que va ser tallat el 1907 pel Canal Tano Ponggol, per ajudar a la navegació.
Amb 630 quilometres quadrats (243 sq mi), Samosir és l'illa més gran d'una illa i la quarta illa llac més gran del món. També conté dos llacs més petits, el llac Sidihoni i el llac Aek Natogang. A l'altra banda del llac a l'est de l'illa hi ha la península d'Uluan. Històricament, l'illa estava vinculada al continent de Sumatra a la seva part occidental per un estret istme que connectava la ciutat de Pangururan a Samosir i Tele en la Sumatra continental, però va quedar separada el 1906 pel canal i el pont de Tano Ponggol, que es van ampliar el 2019. Tele ofereix, per tant, una de les millors vistes del llac Toba i l'illa de Samosir. Un dels objectes més importants de l'illa és una església luterana, i davant d'ella hi ha un enorme turó.

## Turisme
Samosir és una destinació turística popular per la seva història exòtica i les vistes que ofereix. Els centres turístics es concentren a l'àrea de Tuktuk. L'illa és el centre de la cultura Batak i moltes de les cases tradicionals Toba Batak (rumah adat) romanen a l'illa. La majoria dels allotjaments turístics es concentren a la petita ciutat de Tuktuk, que es troba a una hora de viatge en ferri a través del llac des de la ciutat de Parapat. El ferri de passatgers surt del port de Tiga Raja cada hora entre les 8.30 i les 19.00. Per als que arribin tard, hi ha l'opció d'agafar el vaixell de passatgers des d'Ajibata fins a Tomok fins a les 20.30 h. Un ferri de cotxes surt del continent des d'Ajibata i aterra a la petita ciutat de Tomok, a uns 10 minuts amb cotxe de Tuktuk fins a les 21:00. També hi ha altres ferris de passatgers i hotels individuals també poden tenir ferris disponibles.

## Galeria

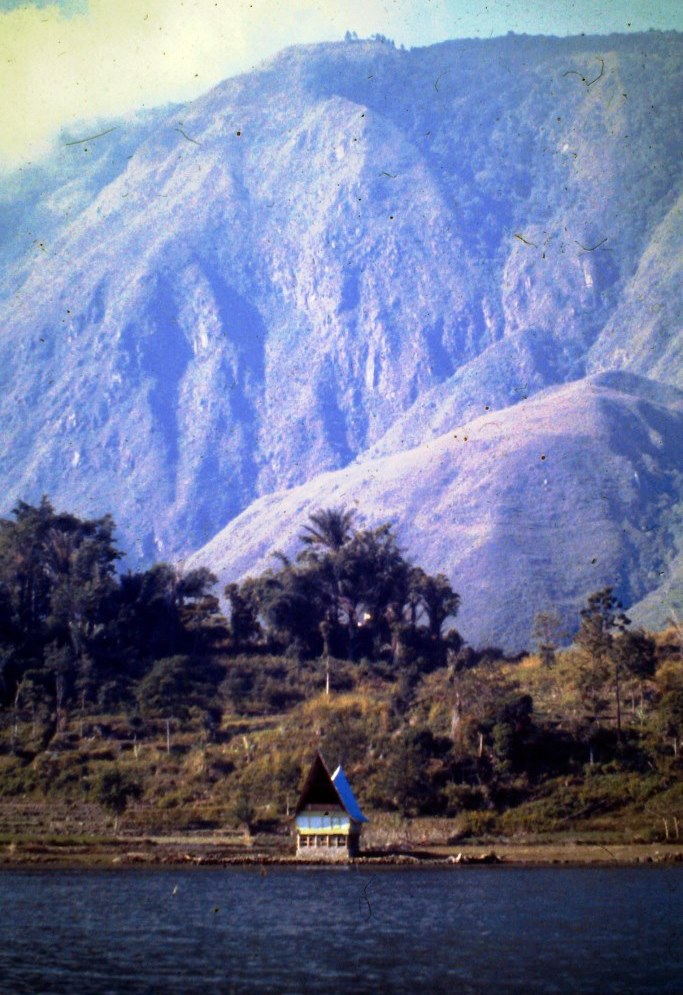
Illa de Samosir
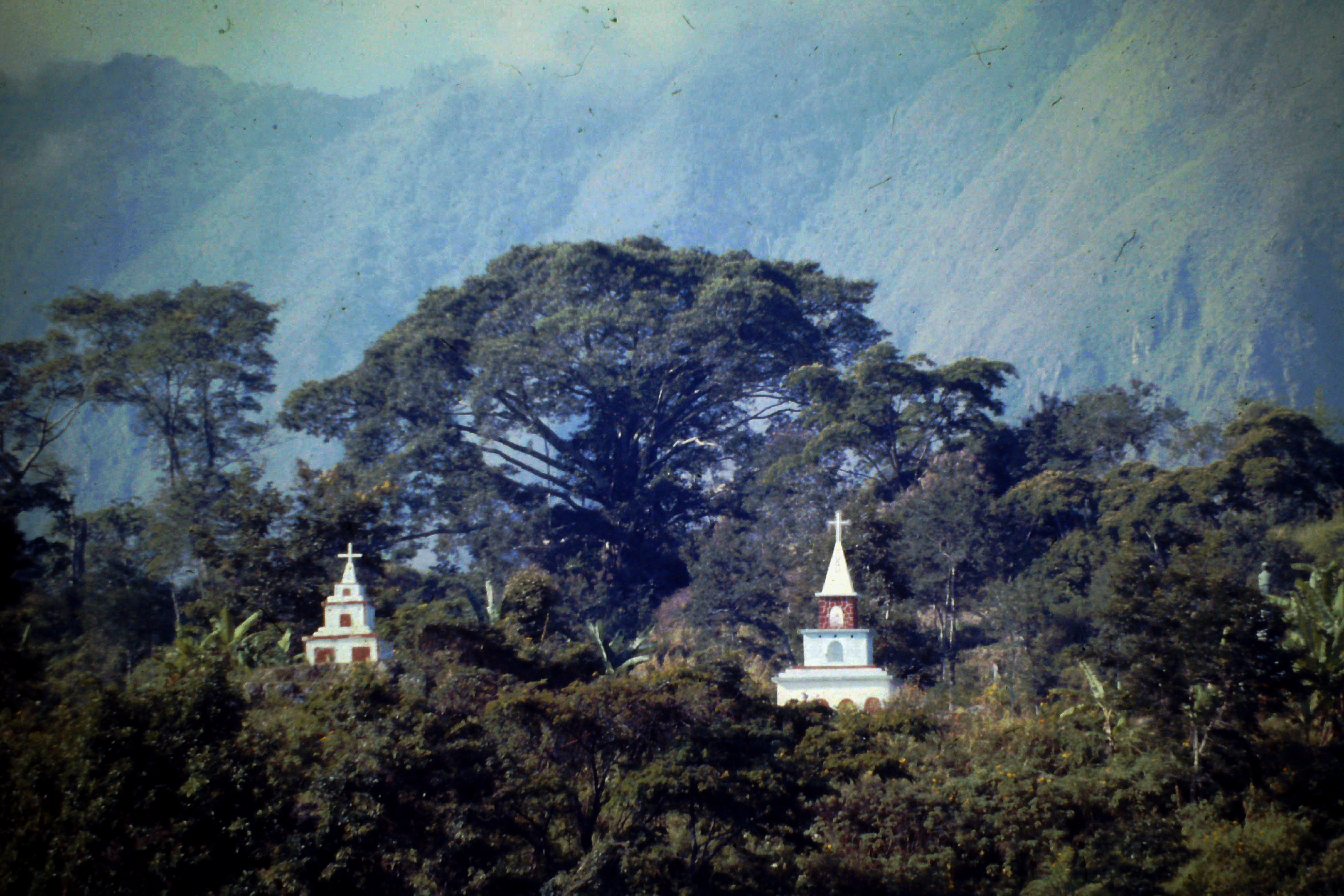
Tombes a l'illa de Samosir
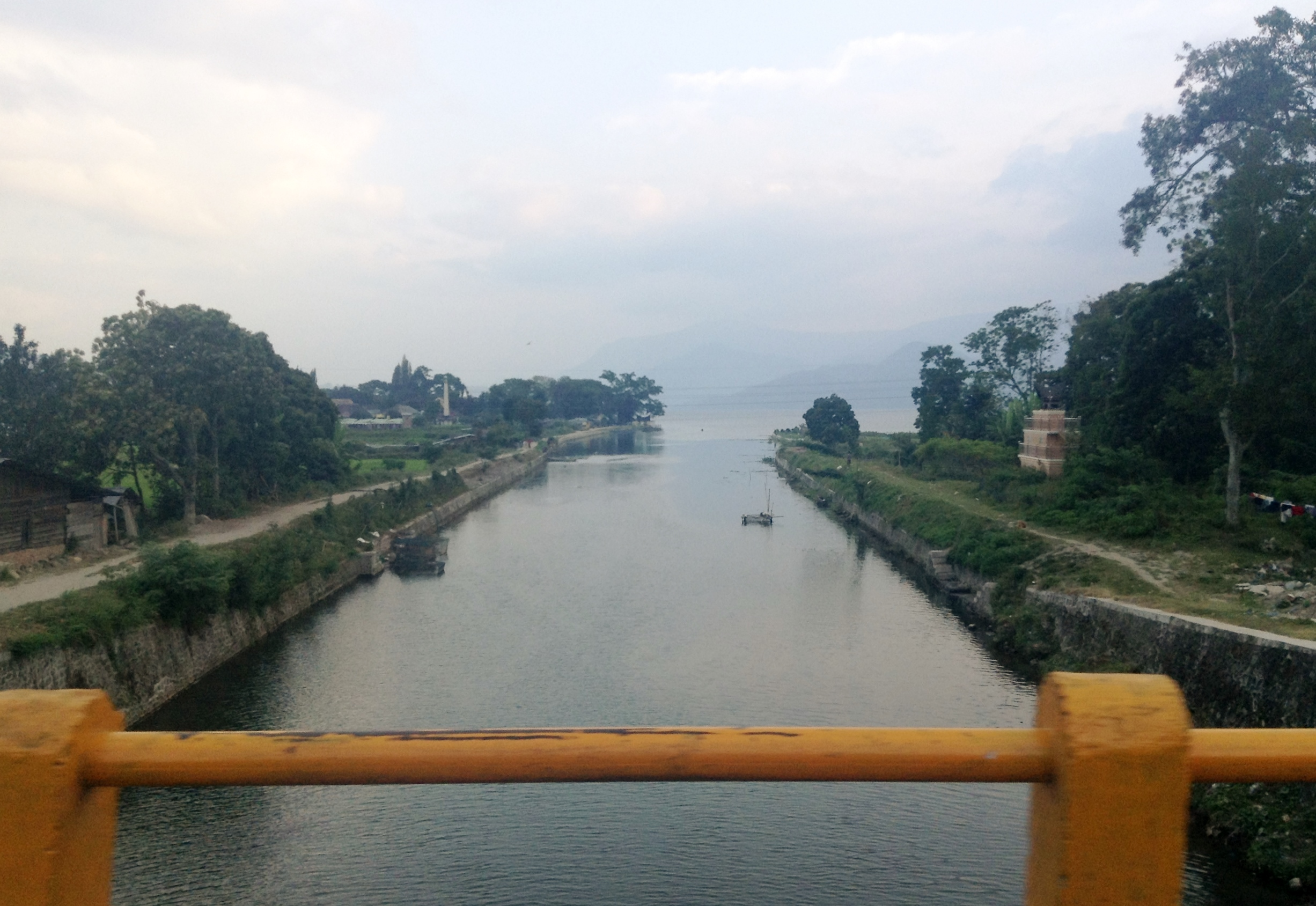
Canal Tano Ponggol
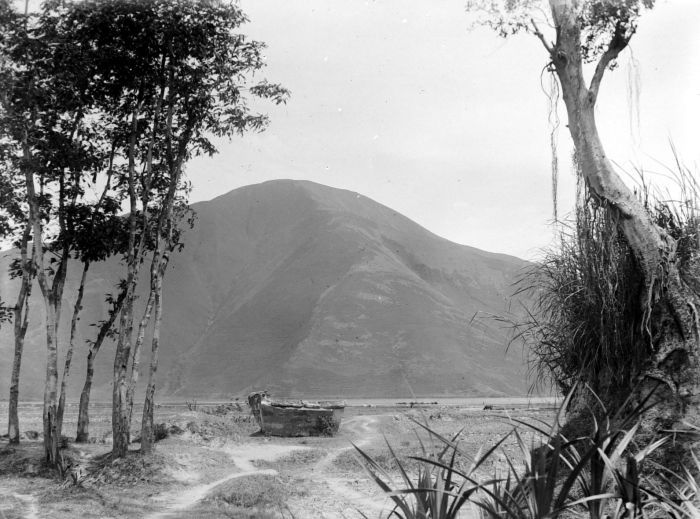
Sarcòfag a Samosir c. 1916